# Longepi cobon
Longepi cobon är en spindelart som beskrevs av Norman I. Platnick 2000. Longepi cobon ingår i släktet Longepi och familjen Lamponidae.
Artens utbredningsområde är Victoria, Australien. Inga underarter finns listade i Catalogue of Life.